# Octave Crémazie
Joseph-Octave Crémazie (n. 16 aprilie 1827 - d. 16 ianuarie 1879) a fost un poet canadian.
A fost considerat părintele poeziei canadiene.
A scris versuri de inspirație patriotică, istorică sau descrieri ale naturii din această țară.